# Thijs Homan
Thijs Hessel (Thijs) Homan (Eindhoven. 5 maart 1957) is een Nederlands bedrijfskundige en emeritus hoogleraar Implementation and Change Management bij de Open Universiteit Nederland. Hij doceert nog steeds aan de Open Universiteit, maar inmiddels ook aan de Erasmus Universiteit, de Rijksuniversiteit Groningen, de Universiteit Maastricht en bij Nyenrode Business Universiteit. 

## Levensloop
Homan studeerde bedrijfskunde en promoveerde in 1989 aan de Nyenrode Business Universiteit op het proefschrift "Top-management in coöperatieve organisaties". Na zijn promotie blijft hij als docent Management en Organisatie bij Nyenrode werkzaam. Daarnaast werkte hij als senior organisatieadviseur bij de WissemaGroup in Den Haag. 
Bij Nyenrode was hij betrokken bij het oprichten van en werken bij het Centre for Organizational Learning and Change (OLC). In dit onderzoekscentrum deed hij onderzoek bij grote organisaties (zoals KPN, DSM, Unilever, Rijkswaterstaat) over de werkzaamheid en effecten van de methoden en technieken die samenhangen met het gedachtegoed van Peter Senge (The Fifth Discipline en andere publicaties). 
Sinds 2006 is hij hoogleraar Implementation and Change Management bij de Open Universiteit. Bij de Open Universiteit begeleidde hij de promovendi die onderzoek doen in de zogeheten ‘complexity track’ van de Graduate School van de universiteit. Hij verzorgt de Master of Science-colleges over Organisatieontwikkeling en Verandering (PDP).

## Werk
Homans onderzoeksinteresse ligt op het gebied van het leerprocessen in teams en organisatieverandering, waarbij hij veelal action-research projecten uitvoert. Hij leidde een onderzoekscentrum op het terrein van de ‘binnenkant van organisatieverandering', waar hij samen met anderen methodologieën ontwikkelde voor het in kaart brengen van de manieren waarop mensen in organisaties betekenisgeven aan veranderingen. Dit type onderzoek levert diepe inzichten op over de feitelijke impact van veranderinstrumenten als BPR, Large Scale Interventions, Appreciative inquiry, Six Sigma, etc."

### ChangeMirror
Een van de belangrijkste methoden die uit dit onderzoek is voortgekomen is de zogeheten ChangeMirror. Dit is een participatieve onderzoeksmethode die inmiddels bij meer dan 130 organisaties uit tal van verschillende sectoren en branches is toegepast. De ChangeMirror brengt de 'betekeniswolken' die in organisaties aanwezig zijn in kaart, hetgeen het mogelijk maakt om daar (gezamenlijk) op te reflecteren ('onderzoek als interventie en interventie als onderzoek'). 

### Sociale complexiteitsdenken
Bij zijn onderzoeks- en advieswerk gaat Homan uit van het door hem ontwikkelde 'sociale complexiteitsdenken'. Dit denken vormt een radicaal ander perspectief op organiseren, managen en veranderen, waarbij hij de kennis over patroonontwikkeling en -verandering zoals die wijd en zijd bekend is in de natuurwetenschappen (zoals het Complex Adapitive Systems-denken) als analogie gebruikt voor menselijke interactie- en veranderprocessen en -dynamieken. Hij publiceerde hierover tal van boeken en artikelen. Het sociale complexiteitsdenken werpt een totaal ander licht op datgene wat managers, leiders, bestuurders, consultants, facilitators begeleiders (en in feite iedereen) in organisaties feitelijk aan het doen zijn. Homans denken vertoont veel parallellen met het denken van de Britse organisatietheoreticus en Hoogleraar Management Ralph Stacey van de Hertfordshire Business School, University of Hertfordshire.

### Verdere activiteiten
Naast onderzoekswerk verricht Homan ook organisatieadvieswerk. In veel gevallen gaat dit om het achter de coulissen adviseren van organisatieadviseurs, veranderaars, managers en bestuurders bij zeer grote verandertrajecten. Ook adviseert hij in- en externe adviesbureaus over hun werkwijze, strategie en adviesmethodes.
Hiernaast verzorgt hij lezingen, trainingen, seminars, masterclasses, spreekt hij bij congressen en neemt hij deel aan diverse collegereeksen. Ook verzorgt hij colleges voor de Open Universiteit, De Erasmus Universiteit, Universiteit Maastricht, Universiteit Groningen en Nyenrode Business Universiteit. In de meeste gevallen staat hierbij de thematiek van de 'binnenkant van organisatieverandering' centraal: wat gebeurt er nou echt als organisaties veranderen? Welke dynamieken vinden er plaats? Welke machtsontwikkelingen zijn er gaande? en in hoeverre is verandering het resultaat van veranderkundige interventies, trainingen, verandermethoden en -technieken en verandermanagement en -leiderschap? 

## Publicaties
- 1989. Top-management in coöperatieve organisaties. Proefschrift Nijenrode. Delft : Eburon.
- 1989. De toekomst getoetst : werkboek voor het beoordelen van business plannen. Schoonhoven : Academic Service.
- 2001. Teamleren : theorie en facilitatie. Schoonhoven : Academic Service.
- 2005. Organisatiedynamica : theorie en praktijk van organisatieverandering. Den Haag : Academic Service.
- 2006. Wolkenridders. Over de binnenkant van organisatieverandering. Uitgebreide tekst oratie Open Universiteit.
- 2008. Veranderen als chaotisch proces. Schiedam : MainPress
- 2013. Het Et-cetera principe: Een nieuw perspectief op organisatieontwikkeling. Den Haag: Academic Service.
- 2017. In control? Perspectieven op de beheerskramp in organisaties. Amsterdam: Boom Uitgevers.
- 2017. Imperfecte adviseur. Persoonlijke verhalen over het werk. Samen met diverse andere auteurs, Utrecht: Kessels en Smit Publishers bv.
- 2019. De Veranderende Gemeente. De praktijk van gemeentelijke verandering en ontwikkeling. Den Haag: A&O fonds Gemeenten.
- 2023. Wat nu!? Een nieuw perspectief op gedragsverandering voor het klimaat. Samen met Rob Wetzels. Amsterdam: Boom Uitgevers. (verschijnt mei-juni 2012).